# Hanna Haura
Hanna Haura (ur. 29 maja 1987) – białoruska wioślarka, mistrzyni Europy.

## Osiągnięcia
- Mistrzostwa Europy – Poznań 2007 – czwórka podwójna – 6. miejsce[1].
- Mistrzostwa Świata – Poznań 2009 – czwórka podwójna – 8. miejsce[1].
- Mistrzostwa Europy – Brześć 2009 – czwórka podwójna – 4. miejsce[1].
- Mistrzostwa Europy – Montemor-o-Velho 2010 – czwórka bez sternika – 1. miejsce[1].
- Mistrzostwa Europy – Montemor-o-Velho 2010 – ósemka – 6. miejsce[1].